# 77 Frigga
För andra betydelser, se Frigga (olika betydelser).
77 Frigga eller 1936 SP är en asteroid upptäckt 12 november 1862 av astronomen C. H. F. Peters i Clinton, New York. Asteroiden har fått sitt namn efter gudinnan Frigg inom nordisk mytologi.